# جوسيف فلوريان
جوسيف فلوريان (بالتشيكية: Josef Florian)‏ هو مترجم وكاتب تشيكي، ولد في 9 فبراير 1873 في Stará Říše ‏ في التشيك، وتوفي بنفس المكان في 29 ديسمبر 1941.